# 復興 (清朝尚書)
復興又名富興（？—1789年），苏完瓜尔佳氏，满洲镶黄旗人，清朝官员、工部尚書。谥勤毅。
高祖父费英东、曾祖父倭赫、祖父傅爾丹、父亲兆德（昭德）。弟弟富銳。儿子安英、安寧，孫子盛桂、盛林、盛恒，孙女安嫔。 
乾隆二十四年（1759年），復興为藍翎侍衛，升三等侍衛。乾隆二十七年（1762年），为雲騎尉、二等侍衛。乾隆三十六年（1771年），为二等信勇公、散秩大臣。次年，任伊犁副都統、將軍溫福一路領隊大臣。历任正藍旗漢軍副都統、勳舊佐領、理藩院右侍郎(署)、葉爾羌辦事大臣。乾隆四十三年（1778年），为一等信勇公，历任理藩院右侍郎、鑲藍旗滿洲副都統、都察院左都御史、正黃旗漢軍都統(兼)、正白旗滿洲都統(署)、工部尚書(署) 、甘肅參贊大臣(參贊大臣) 、內大臣、兼總理健銳營。乾隆四十九年（1784年）五月辛巳，接替慶桂，擔任清朝工部尚書，后改定邊左副將軍。由舒常接任。同年，賞戴雙眼花翎。乾隆五十年（1785年）起，任烏里雅蘇臺將軍、定邊左副將軍。